# Gert Fröhlich
Gert Fröhlich (* 25. Oktober 1940 in Bietigheim) ist ein ehemaliger deutscher Fußballspieler.

## Karriere
Nach der Volksschule machte Fröhlich eine Ausbildung als Werkzeugmacher. Seine fußballerische Laufbahn begann er bei Germania Bietigheim und in der Württembergischen Amateurauswahl. 1962 begann er seine Karriere als Profi-Fußballer beim BC Augsburg. Für diesen schoss er 1962/63 in der Oberliga 17 Tore, 1963/64 schoss er 15 Tore in 27 Spielen in der Regionalliga Süd, damals die zweithöchste Liga. 1964/65 spielte er bei Fortuna Düsseldorf (Regionalliga West), 1965 bis 1967 bei den Stuttgarter Kickers, 1967 bis 1969 beim Freiburger FC (beide Regionalliga Süd), der 1969 nur knapp wegen des schlechteren Torverhältnisses den Aufstieg in die Bundesliga verpasste.
Von 1969 bis 1973 spielte Fröhlich für Rot-Weiß Oberhausen in der Bundesliga, wo er in 75 Spieleinsätzen 9 Tore erzielte. 1973 bis 1975 spielte er erneut für den Freiburger FC in der Regionalliga Süd. Seit 1975 spielt Fröhlich bei den Datschiburger Kickers, einer Augsburger Prominentenmannschaft. Seit 1987 ist er deren Mannschaftskapitän.
Nach dem Ende seiner Profikarriere schulte er zum Groß- und Einzelhandelskaufmann um und arbeitete in der Anzeigenabteilung der Augsburger Allgemeinen Zeitung.